# Samoklęski Małe (gmina)
Samoklęski Małe – dawna gmina wiejska istniejąca w latach 1934–1954 w woj. poznańskim/pomorskim/bydgoskim (dzisiejsze woj. kujawsko-pomorskie). Siedzibą władz gminy były Samoklęski Małe.
Gmina zbiorowa Samoklęski Małe została utworzona 1 sierpnia 1934 roku w powiecie szubińskim w woj. poznańskim z dotychczasowych jednostkowych gmin wiejskich: Brzózki, Godzimierz, Grzecznapanna, Kołaczkowa, Nadkanale, Niedźwiady, Rynarzewo (do 1934 miasto), Samoklęski Małe, Skórzewo, Stanisławka, Szkocja, Tur, Wieszki, Zacisze i Zazdrość (oraz z obszarów dworskich położonych na tych terenach lecz nie wchodzących w skład gmin). 
1 kwietnia 1938 gmina Samoklęski Małe została przyłączona do woj. pomorskiego. 6 lipca 1950 roku zmieniono nazwę woj. pomorskiego na bydgoskie. Według stanu z dnia 1 lipca 1952 roku gmina składała się z 14 gromad: Chobielin, Godzimierz, Grzeczna Panna, Jarużyn, Kołaczkowo, Łachowo, Niedźwiady, Pińsko, Rynarzewo, Samoklęski Małe, Szkocja, Tur, Wieszki i Żurczyn.
Gmina została zniesiona 29 września 1954 roku wraz z reformą wprowadzającą gromady w miejsce gmin. Jednostki nie przywrócono 1 stycznia 1973 roku po reaktywowaniu gmin.
Zobacz też: gmina Samoklęski